# Туше (борьба)

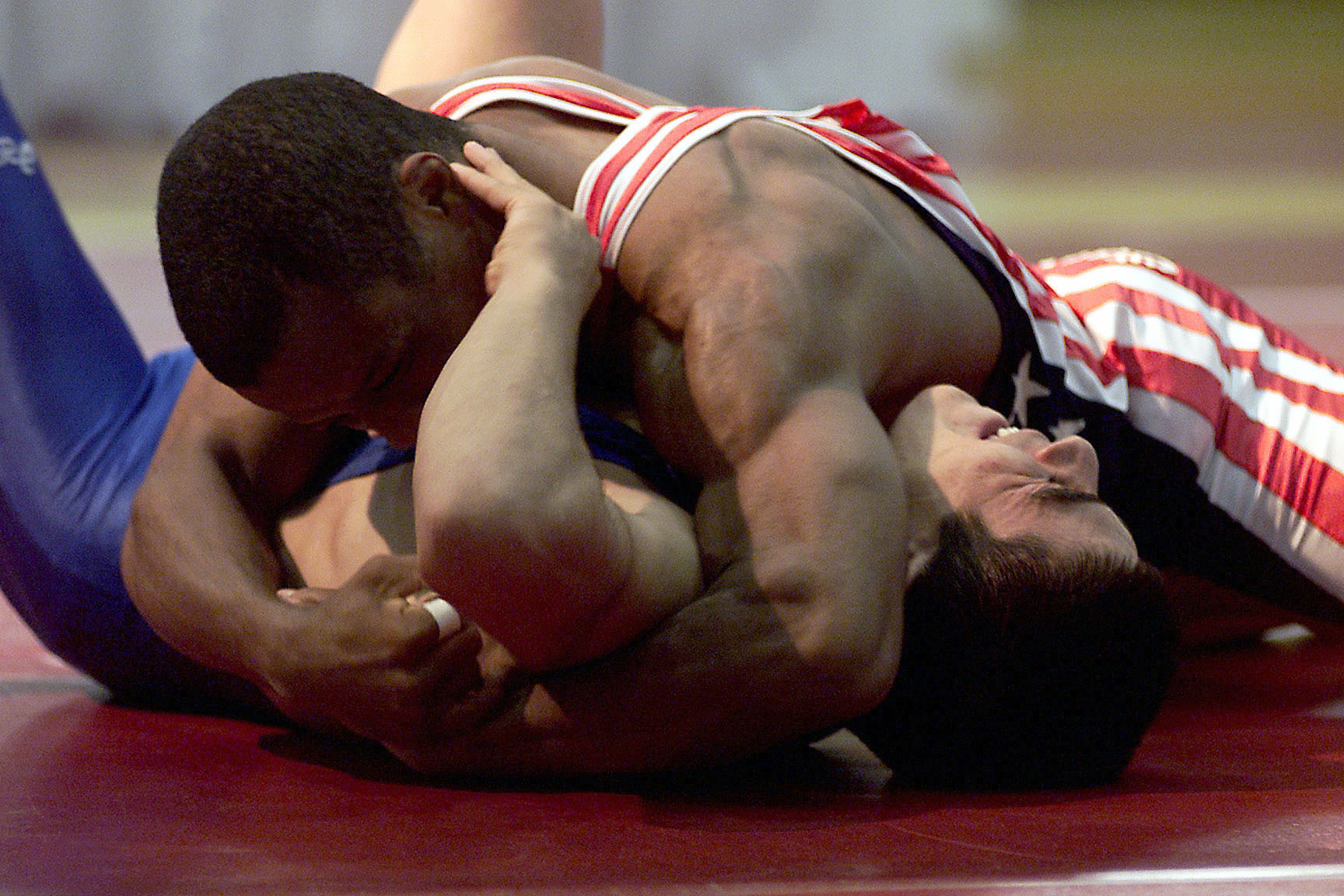

Туше (фр. touche — прикосновение, прикасаться) — положение борца в спортивной (греко-римской и вольной) борьбе в положении партера, при котором его сопернику по общему правилу засчитывается чистая победа.

## Определение
В соответствии с правилами вида спорта «спортивная борьба», утверждёнными приказом Министерства спорта РФ № 616 от 23 июля 2014 года и соответствующими международным правилам спортивной борьбы, положение туше, приводящее к чистой победе (поражению), «засчитывается, когда борец прижимает своего противника обеими лопатками на рабочей площади ковра, включая зону пассивности». . Для того чтобы туше было засчитано, обе лопатки борца должны одновременно касаться ковра в течение короткого времени. Положение остальных частей тела значения не имеет. Туше может быть засчитано только в том случае, если оно фиксируется на рабочей площади ковра или в зоне пассивности, но при условии, что плечи борца находятся в зоне пассивности, а голова не касается ковра за её пределами.

## Фиксация
Туше фиксируется арбитром встречи — судьёй на ковре. Он может увидеть его сам или воспользоваться подсказкой бокового арбитра.  В любом случае положение туше должно быть подтверждено двумя судьями и зафиксировано после получения согласия от руководителя ковра. Если судья на ковре не зафиксировал туше, то оно может быть объявлено по согласованному решению руководителя ковра и бокового судьи; соответственно, если боковой судья не зафиксировал туше, то оно может быть объявлено согласованным решением арбитра и руководителя ковра. В общей ситуации алгоритм действий арбитра, в соответствии с правилами, следующий: арбитр должен мысленно произнести слово «туше», поднять руку (это является сигналом для бокового судьи или руководителя ковра) и при получении подтверждения ударить ладонью по ковру (фиксация туше) и дать свисток к окончанию встречи.
Принесение протеста на туше невозможно.

## История
Чистая победа в виде туше исторически связана с появлением спортивного аспекта борьбы (а также ритуального, зрелищного и т.п.). В прикладной части борьбы как воинского искусства туше значения не имеет: положение одного из соперников прижатым лопатками к земле не несёт больших выгод его сопернику и не решает исход поединка.

С точки зрения моделирования боя, смысл туше весьма туманен. Оно не приводит к травме или иной потере дееспособности проигравшего. Более того, в условиях реального боя против нескольких противников, проведение такого приёма просто опасно, так как перевод борьбы в положение лёжа и нахождение там спиной вверх делает атакующего бойца лёгкой мишенью для остальных участников сражения. Партер эффективен только в поединке, то есть в схватке один на один. Но и здесь туше оказывает «медвежью услугу» борцам, его практикующим, так как основной защитой от попадания на лопатки считается нахождение на земле (ковре) вниз животом, то есть спиной к сопернику. Формирование такого навыка для подготовки к реальному воинскому поединку абсолютно не допустимо.— И. И. Куринной. Борец о борьбе.
В античные времена, когда искусство борьбы приобретало состязательный характер, победа также не фиксировалась таким образом. Критерием победы считались броски, сдача противника, болевые и удушающие приёмы. Высказывается мнение, что принцип туше возник в поздней Европе тогда, когда распространение получили выступления борцов на праздниках, ярмарках, в ходе цирковых представлений, то есть в целях видимого для зрителя конечного и безоговорочного результата поединка. Позднее этот принцип был перенят в спортивной борьбе и достаточно долгое время был единственным способом определения победителя. Даже после того как на Олимпийских играх 1908 года были введены правила, позволяющие определить победу иными способами, они были такими, что большинство поединков заканчивались чистой победой.
Сами правила определения туше тоже менялись: от удержания побеждённого на лопатках в течение нескольких секунд, затем в 1912 году это правило сменилось на прикосновение лопатками к ковру или перекат на лопатках. В 1961 году было введено правило фиксированного туше — удержания на ковре в течение 2 секунд, в 1967 году это правило было отменено.

## Мгновенное туше
Согласно правилам, существует понятие мгновенного туше, то есть прикосновение обеими лопатками борца к ковру длительностью не более одной секунды, когда второй борец не контролирует полностью это положение. Оно может фиксироваться в нескольких случаях:
- борец после броска противника касается обеими лопатками ковра и тут же уходит из этого положения (в этом случае атакующему борцу присуждается 4 балла);
- борец во время исполнения собственного движения касается обеими лопатками ковра (в этом случае его противник получает 2 балла);
- борец во время борьбы в партере касается обеими лопатками ковра (в этом случае его противник получает 2 балла; в отношении атакуемого фиксируется опасное положение).

## Туше в литературе
Чтобы замять скандал, происшедший накануне в цирке, скандал, о котором шумела вся Болонья, оккупационные власти теперь ставили перед Незабудным следующий ультиматум: русский атлет снова выходит под маской на матч-реванш со вчерашним противником и ложится под него на двадцатой минуте. Причем поражение должно быть полным — не по очкам. Чистое одновременное туше обеими лопатками. Никаких там разноимённых перекатов.— Л. Кассиль. Чаша гладиатора.